# Tomasz Bilczewski
Tomasz Bilczewski (ur. 1978) – polski literaturoznawca, komparatysta, teoretyk literatury, doktor habilitowany nauk humanistycznych, profesor Uniwersytetu Jagiellońskiego, nauczyciel akademicki Wydziału Polonistyki Uniwersytetu Jagiellońskiego. Zajmuje się komparatystyką literacką, teorią i historią literatury, translatologią, przekładem naukowym.

## Życiorys
Ukończył polonistykę na Uniwersytecie Jagiellońskim. W latach 2002–2005 pełnił funkcję sekretarza Rektora UJ. W latach 2005–2007, w ramach programu Fundacji Kościuszkowskiej, był wykładowcą języka i kultury polskiej w Indiana University w Bloomington. Doktoryzował się w roku 2008 na podstawie rozprawy Komparatystyka literacka jako sztuka interpretacji w kontekście badań nad przekładem. Laureat stypendium „Zostańcie z nami” tygodnika „Polityka” w roku 2010. W latach 2008–2010 był wicedyrektorem, a od 2010 jest dyrektorem Centrum Studiów Humanistycznych UJ. W roku 2017 uzyskał stopień doktora habilitowanego. Od roku 2020 pełni funkcję prodziekana ds. nauki i współpracy międzynarodowej Wydziału Polonistyki UJ w kadencjach 2020–2024 i 2024–2028. Kieruje Katedrą Międzynarodowych Studiów Polonistycznych na Wydziale Polonistyki UJ. Współredaguje serię wydawniczą „Hermeneia” Wydawnictwa Uniwersytetu Jagiellońskiego. Jest sekretarzem i skarbnikiem Międzynarodowego Stowarzyszenia Studiów Polonistycznych.

## Publikacje książkowe
- Komparatystyka i interpretacja. Nowoczesne badania porównawcze wobec translatologii, Kraków, Universitas, seria Horyzonty Nowoczesności, 2010.
- Niewspółmierność. Perspektywy nowoczesnej komparatystyki, Kraków, Wydawnictwo Uniwersytetu Jagiellońskiego, 2010, seria Hermeneia (antologia autorska).
- Rodzinny świat Czesława Miłosza, Kraków, Wydawnictwo Uniwersytetu Jagiellońskiego, 2014 (współredakcja wraz z Luigim Marinellim i Moniką Woźniak).
- Porównanie i przekład. Komparatystyka między tablicą anatoma a laboratorium cyfrowym, Kraków, Wydawnictwo Uniwersytetu Jagiellońskiego, 2016, seria Hermeneia.
- Światowa historia literatury polskiej. Interpretacje, Kraków, Wydawnictwo Uniwersytetu Jagiellońskiego, 2020, (współredakcja wraz z Magdaleną Popiel i Stanleyem Billem).

## Przekłady
- Lindsay Waters, Zmierzch wiedzy. Przemiany uniwersytetu a rynek publikacji naukowych, Kraków, Homini, 2010.
- Franco Moretti, Wykresy, mapy, drzewa. Abstrakcyjne modele na potrzeby historii literatury, Kraków, Wydawnictwo Uniwersytetu Jagiellońskiego, 2016, seria Hermeneia (wraz z Anną Kowalcze-Pawlik).
- Roman Markuszewicz, Cudowne ocalenie. Wspomnienie o przetrwaniu Zagłady, opr. i wstęp Paweł Dybel, Kraków, Universitas, 2018, (wraz z Anną Kowalcze-Pawlik).